# Ганне Карі Фоссум
Ганне Карі Фоссум (норв. Hanne Kari Fossum; нар. 1 листопада 1971, Осло) — норвезька телеведуча, керівниця програми на НРК. Вона є кваліфікованим журналістом і інженером-будівельником..
Фоссум працювала чотири роки менеджером з управління проєктами в компанії «Статойл», та репортером на радіо і телебаченні НРК в районному офісі в Бускеруд. 28 серпня 2008 року дебютувала як керівник програми для Schrödingers katt (Кота Шредінгера) у 2008 році.
Нині[коли?] проживає в Аскері.